# Јерт Бломе
Јерт Арне Бломе (швед. Gert Arne Blomé; Јевле, 28. август 1934 — Гетеборг, 27. јануар 2021) био је шведски хокејаш на леду и репрезентативац који је током каријере играо на позицијама одбрамбеног играча.
Играчку каријеру започео је 1956. године у екипи Јевлеа и већ у дебитантској сезони освојио је и титулу националног првака Шведске. Након пет сезона проведених у Јевлеу прелази у редове Фрелунде за коју је играо до краја каријере и са којом је освојио још једну титулу националног првака (у сезони 1964/65). У сезони 1964/65. проглашен је и за најбољег шведског играча године (награда Goldpucken), а у каријери је и четири пута уврштаван у идеалну поставу сезоне. У националном првенству одиграо је укупно 271 утакмицу и остварио учинак од 78 голова и 50 асистенција.
За репрезентацију Шведске одиграо је укупно 151 утакмицу на међународној сцени уз постигнут 21 погодак. У дресу репрезентације играо је и на два олимпијска турнира, а на ЗОИ 1964. у Инзбруку освојио је сребрну медаљу. На светским првенствима освојио је једну златну (1962) и по две сребрне и бронзане медаље.